# Liste von in Kirchen umgewandelten Tempeln, Synagogen und Moscheen
Die Liste von in Kirchen umgewandelten Tempeln, Synagogen und Moscheen erfasst gottesdienstliche Gebäude anderer Religionen, die nachträglich für den christlichen Gottesdienst eingerichtet wurden. Sie beschränkt sich auf die Fälle, wo die Umnutzung an der Architektur heute noch ablesbar ist. Nicht erfasst werden Kirchen, die an der Stelle eines solchen gottesdienstlichen Gebäudes neu erbaut wurden.
Die Gründe, die zu einer solchen Umnutzung führten, sind vielfältig. Es stellten sich aber vergleichbare Aufgaben beim Umbau. Die Orientierung eines bestehenden Gebäudes war nicht nachträglich veränderbar, aber im Innenraum wurde der Bereich des christlichen Altars ausgegliedert und hervorgehoben.

## Liste, nach Ländern geordnet
|  | Land         | Ort          | Ursprüngliche Nutzung                                                        | Christliche Nutzung                                                           | Bemerkungen |
|  | ------------ | ------------ | ---------------------------------------------------------------------------- | ----------------------------------------------------------------------------- | --- |
|  | Bulgarien    | Usundschowo  | Moschee mit Karawanserei                                                     | Kirche Mariä Himmelfahrt                                                      | |
|  | Deutschland  | Coesfeld     | Synagoge                                                                     | Christuskirche (Freikirchliches Gemeindezentrum)                              | Die 1810 eingeweihte Synagoge war 1938 in Privatbesitz und wurde deshalb während der Novemberpogrome nicht zerstört. Kirchliche Nutzung von 1966 bis 2012, seitdem Gedenkstätte. |
|  | Deutschland  | Dargun       | Synagoge                                                                     | Baptistenkirche                                                               | Fachwerkbau von 1828, 1938 profaniert. Kirchliche Nutzung seit 1951. |
|  | Deutschland  | Dransfeld    | Synagoge                                                                     | Kapelle Zu den sieben Schmerzen Mariens                                       | Fachwerkbau von 1810. In den Novemberpogromen 1938 verwüstet, aber wegen der engen Bebauung nicht in Brand gesteckt. Von 1951 bis 1975 katholische Kapelle. |
|  | Deutschland  | Eschwege     | Synagoge                                                                     | Neuapostolische Kirche                                                        | Klassizistischer Putzbau von 1838, Mittelrisalit mit viersäuligem Portikus. In den Novemberpogromen 1938 schwer beschädigt; kirchliche Nutzung seit 1954. |
|  | Deutschland  | Flieden      | Synagoge                                                                     | Evangelische Kirche                                                           | 1870 erbaut. In den Novemberpogromen 1938 wurde die Inneneinrichtung zerschlagen, das Gebäude blieb intakt. Umbau zur Kirche 1950/51. |
|  | Deutschland  | Höchberg     | Synagoge                                                                     | Ev.-lutherische Pfarrkirche St. Matthäus                                      | 1721 erbaute barocke Landsynagoge. Besonderheit: Chuppastein, ursprünglich an der Außenmauer. In den Novemberpogromen 1938 wurde die Inneneinrichtung zerschlagen, das Gebäude blieb intakt. Kirchliche Nutzung seit 1951. |
|  | Deutschland  | Rexingen     | Synagoge                                                                     | Evangelisches Gemeindezentrum                                                 | 1838 erbaut und 1934/35 renoviert. In den Novemberpogromen 1938 brannte das Gebäude völlig aus. 1952 für die kirchliche Nutzung umgebaut. |
|  | Deutschland  | Rimbach      | Synagoge                                                                     | Katholische Kirche St. Elisabeth                                              | 1840 eingeweiht. In den Novemberpogromen 1938 wurde die Inneneinrichtung zerschlagen, die Brandstiftung aber verhindert. Zwangsverkauf des Gebäudes an die Kommune, von der es die katholische Kirche 1951 erwarb. Durch Umbau zur Kirche äußerlich stark verändert.                                                                                                   |
|  | Frankreich   | Nîmes        | Den früh verstorbenen Adoptivsöhnen des Augustus geweihter Tempel            |                                                                               | Maison Carrée: wechselnde Nutzungen, zeitweise auch als Kirche. |
|  | Griechenland | Athen        | Tempel des Hephaistos                                                        | Georgskirche                                                                  | Unter osmanischer Herrschaft die wichtigste griechisch-orthodoxe Kirche in Athen. Heute Teil des archäologischen Parks der Athener Agora. |
|  | Griechenland | Athen        | Parthenon                                                                    | Marienkirche                                                                  | In osmanischer Zeit Moschee. |
|  | Griechenland | Iraklio      | Moschee                                                                      | Agios Titos                                                                   | Das Gebäude ist ein Neubau nach Erdbeben, 1872 fertiggestellt. Nachdem die muslimische Bevölkerung Kreta verlassen musste, Umbau zu einer orthodoxen Kirche, die 1925 geweiht wurde. |
|  | Griechenland | Kavala       | Ibrahim-Pascha-Moschee                                                       | Agios Nikolaos                                                                | 1530 als Zentralmoschee an der Stelle erbaut, wo zuvor eine christliche Basilika gestanden hatte. Nach dem Wegzug der muslimischen Bevölkerung 1926/27 Umbau zu einer orthodoxen Kirche (Weihe 1945). |
|  | Griechenland | Thessaloniki | Rotunde, Kultbau der Kabiren oder des Zeus (wahrscheinlicher aber Mausoleum) | Agioi Asomatoi                                                                | Sogenannte Rotunde. Von 1590 bis 1912 Moschee, davor und danach Kirche, seit 1917 Museum. |
|  | Italien      | Agrigent     | Concordiatempel                                                              | San Pietro e Paolo                                                            | |
|  | Italien      | Assisi       | Herkules-, später Minervatempel                                              | Santa Maria sopra Minerva                                                     | |
|  | Italien      | Rom          | Pantheon                                                                     | Santa Maria ad Martyres                                                       | |
|  | Italien      | Rom          | Tempel des Antoninus Pius und der Faustina                                   | San Lorenzo in Miranda                                                        | |
|  | Italien      | Rom          | Tempel des Romulus                                                           | Santi Cosma e Damiano                                                         | |
|  | Italien      | Rom          | Tempel des Hercules Victor                                                   | San Stefano, später: Santa Maria del Sole                                     | |
|  | Italien      | Rom          | Tempel des Portunus                                                          | Santa Maria Secundicerii, später: Santa Maria Egiziaca                        | |
|  | Italien      | Tivoli       | Tempel der Sibylle                                                           | San Giorgio                                                                   | |
|  | Italien      | Tivoli       | Tempel der Vesta                                                             | Santa Maria Rotonda                                                           | |
|  | Italien      | Trani        | Scolagrande-Synagoge                                                         | Santi Qirico e Giovita, später: Chiesa di Sant’ Anna                          | Heute Museum (Jüdische Abteilung des Diözesanmuseums). |
|  | Italien      | Trani        | Scolanova-Synagoge                                                           | Santa Maria in Scolanova                                                      | Seit 2005 wieder von der jüdischen Gemeinde in Trani für Gottesdienste genutzt. |
|  | Kroatien     | Pula         | Augustus-Tempel                                                              | Byzantinische Kirche                                                          | In der Neuzeit profaniert und als Getreidespeicher genutzt. |
|  | Libanon      | Bziza        | Tempel von Bziza                                                             | Byzantinische Kirche                                                          | Ruine |
|  | Mexiko       | Mexiko-Stadt | Aztekisches Kultzentrum                                                      | Colegio de la Santa Cruz de Tlatelolco mit Kirche Santiago de Tlatelolco      | |
|  | Mexiko       | Cholula      | Pyramide von Cholula, wahrscheinlich Quetzalcoatl gewidmet                   | Nuestra Señora de los Remedios                                                | Die Marienkirche wurde oben auf der Pyramide errichtet. |
|  | Peru         | Cusco        | Coricancha                                                                   | Convento de Santo Domingo                                                     | Haupttempel der Inka-Kultur, Ruinen vom Dominikanerkloster überbaut. |
|  | Portugal     | Mértola      | Moschee                                                                      | Nossa Senhora da Anunciação                                                   | |
|  | Rumänien     | Brăila       | Moschee                                                                      | Sf. Arhangheli Mihail si Gavril (Kirche der hl. Erzengel Michael und Gabriel) | Die Moschee aus dem frühen 18. Jahrhundert wurde 1830 in eine orthodoxe Kirche umgebaut. |
|  | Spanien      | Árchez       | Moschee                                                                      | Nuestra Señora de la Encarnación                                              | Gut erhaltenes Minarett des 14. Jahrhunderts, heute Glockenturm. |
|  | Spanien      | Carmona      | Freitagsmoschee                                                              | Kollegiatkirche Santa María de la Asunción                                    | |
|  | Spanien      | Córdoba      | Freitagsmoschee                                                              | Kathedrale von Córdoba                                                        | Das Moscheegebäude wurde als Kirche genutzt, renoviert und instand gehalten. Erst im 16. Jahrhundert erfolgten größere Umbauten zu einer Kathedrale. |
|  | Spanien      | Jaén         | Synagoge                                                                     | San Andrés                                                                    | |
|  | Spanien      | Ronda        | Freitagsmoschee                                                              | Kollegiatkirche Santa María la Mayor                                          | Außer Resten des Minaretts im Glockenturm, ist auch der Mihrab mit arabischen Inschriften teilweise erhalten. |
|  | Spanien      | Ronda        | Moschee                                                                      | Iglesia de San Sebastián                                                      | Erhalten ist das Untergeschoss des Minaretts als Glockenturm. |
|  | Spanien      | Segovia      | Hauptsynagoge                                                                | Corpus-Christi-Kirche (Klarissen-Klosterkirche)                               | Weitgehende Rekonstruktion nach einem Großbrand 1899. |
|  | Spanien      | Sevilla      | Freitagsmoschee                                                              | Kathedrale von Sevilla                                                        | Das Minarett (Giralda) wurde in seiner almohadischen Substanz kaum verändert und für die Nutzung als Kirchturm lediglich ein Glockenhaus neu aufgesetzt. In die Hauptmoschee wurde eine christliche Kirche eingebaut, nachdem diese Moschee-Kirche aber baufällig geworden war, wurde an ihrer Stelle im 14. Jahrhundert die bestehende gotische Kathedrale errichtet. |
|  | Spanien      | Sevilla      | Moschee                                                                      | Santa Catalina                                                                | Das Untergeschoss des Minaretts wurde kaum verändert. |
|  | Spanien      | Toledo       | Moschee                                                                      | El Cristo de la Luz                                                           | Die frühere Moschee, dann Kirche El Cristo de la Luz ist heute Museum. (Die Hauptmoschee von Toledo wurde zur christlichen Kathedrale umgewidmet, seitdem aber durch einen Neubau ersetzt.) |
|  | Spanien      | Toledo       | Moschee                                                                      | San Andrés                                                                    | |
|  | Spanien      | Toledo       | Moschee                                                                      | Santas Justa y Rufina                                                         | |
|  | Spanien      | Toledo       | Moschee                                                                      | San Salvador                                                                  | |
|  | Spanien      | Toledo       | Synagoge des Samuel ha-Levi Abulafía                                         | San Benito; später: Nuestra Señora del Tránsito                               | Heute Museum (Museo Sefardí). |
|  | Spanien      | Toledo       | Synagoge                                                                     | Santa María la Bianca                                                         | Heute Museum. |
|  | Syrien       | Palmyra      | Tempel des Bēl                                                               | Byzantinische Kirche                                                          | |
|  | Türkei       | Diokaisareia | Tempel des Zeus Olbios                                                       | Bischofskirche von Diokaisareia                                               | Umbau zu einer Kirche, wohl im 5. Jahrhundert, wobei das Bauwerk als ehemaliger Tempel erkennbar blieb. |
|  | Türkei       | Pergamon     | Rote Halle (Heiligtum der ägyptischen Gottheiten)                            | Dreischiffige Emporenbasilika                                                 | |
|  | Ungarn       | Pécs         | Moschee Gazi Khassim                                                         | Mariä-Lichtmess-Kirche in der Unterstadt                                      | Erbaut auf den Grundmauern der St.-Bartholomäus-Kirche aus dem 12. Jahrhundert, Mihrab, Koran-Kalligraphien an den Wänden. |
|  | Ungarn       | Pécs         | Moschee des Pascha Jakowali Hassan                                           | Nepomukkapelle                                                                | Heute Museum. Eine komplette Moschee-Inneneinrichtung wurde vom türkischen Staat geschenkt, und freitags nach der Schließung des Museums kommen Muslime hier zum Gebet zusammen. |